# برهان اخلاقی
برهان اخلاقی، یکی از براهین برای اثبات وجود خداست. تقریرهای مختلفی از برهان مطرح شده که همهٔ آن‌ها قصد اثبات وجود خدا را با مشاهداتی دربارهٔ اخلاق در جهان دارند.
تأکید باورمندان به این استدلال این است که وقتی انسان احساس می‌کند بعضی کارها فقط «باید» انجام شوند و شخصاً نمی‌تواند علت این وجوب را توضیح دهد، مدافعان این دیدگاه می‌گویند راز این «باید» وجود خداست.
این استدلال معتقد است وجود اخلاقِ عینی و الزام‌آور در انسان‌ها تنها با وجود خدا قابل توضیح است. دو نوع اصلی دارد:
اول: استدلال بر پایه‌ی «هنجار اخلاقی»؛ یعنی آدم‌ها حس می‌کنند اخلاق نه فقط ترجیح شخصی، بلکه چیزی واجب و مستقل از منافع یا خواسته‌های فردی است. مدافعان می‌گویند تنها یک منبع ماورایی مثل خدا می‌تواند این الزام اخلاقی را توجیه کند.
دوم: استدلال بر مبنای «نظم اخلاقی»؛ مانند دیدگاه کانت که می‌گوید انسان‌ها باید به ترکیب کامل فضیلت و خوشبختی برسند، اما این فقط با فرض وجود خدا و حیات پس از مرگ ممکن است، چون در زندگی فعلی این امر قابل تحقق نیست  .
کانت صرفاً می‌گوید باور به خدا باید به‌عنوان یک اصل راهبردی اخلاقی پذیرفته شود، نه به‌عنوان چیزی قطعی اثبات‌شده.
چنینی اندیشمندانی همچون سی‌.اس‌.لوئیس و جان هنری نیومن نیز این استدلال را مطرح کرده‌اند، با این استدلال که وجدان و عقل عملی ما بدون فرض وجود منبعی ماورایی برای اخلاق، قابل توجیه نیستند.
این برهان را نخستین بار ایمانوئل کانت مطرح نموده‌است.کانت عقل آدمی را به عقل نظری و عملی تفکیک می‌کرد. او عقل نظری را از اثبات وجود خدا ناتوان دانست، اما هم‌زمان اثبات خدا را با استفاده از عقل عملی ممکن اعلام نمود.

## بررسی اجمالی
مفروضات:
- جنبه‌هایی از اخلاق وجود دارد.
- توضیح علت وجود اخلاق، به بهترین وجه با پذیرش وجود خدا ممکن است.

## نتیجه از مفروضات
باور به وجود خدا، بهترین توضیح برای مشاهدات ما دربارهٔ وجود اخلاق است.

## تقریر کانت

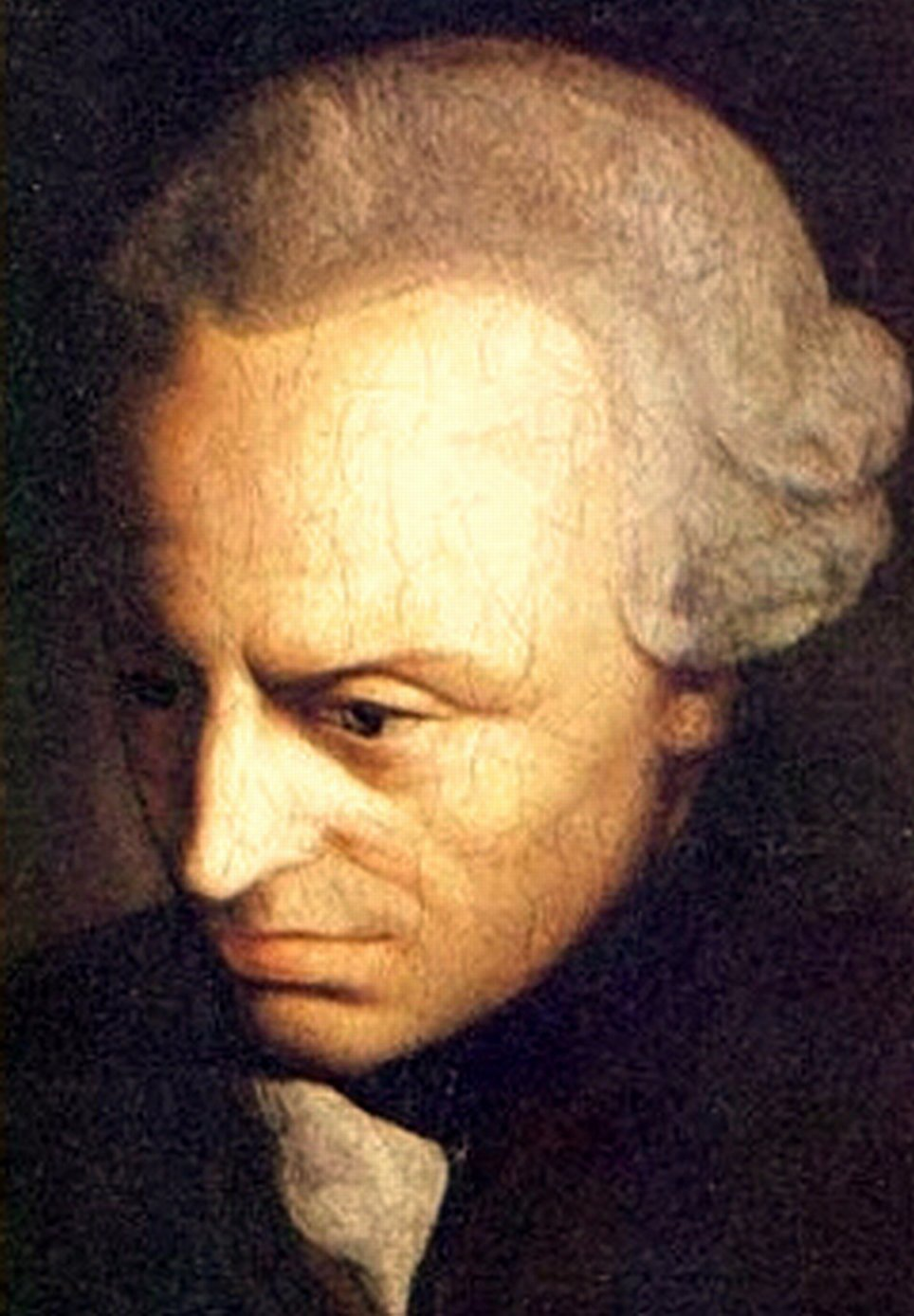
ایمانوئل کانت

## مقدمات
1. عقل انسان به دو بخش نظری و عملی تقسیم می‌شود.
2. عقل عملی انسان را موظف به تلاش جهت رسیدن به برترین خیر می‌کند.
3. برترین خیر شامل دو مؤلفهٔ فضیلت کامل و سعادت کامل است.‌فضیلت کامل عبارتست از: تطبیق کامل اراده و اخلاق که علت سعادت است.
4. سعادت کامل عبارتست از: برآوردن امیال طی عمر که معلول فضیلت است.
5. هر وظیفه‌ای تنها در صورتی بر دوش موظف است که موظف توانایی انجام آن وظیفه را داشته باشد.(اصل اخلاقی)
6. مهیا کردن شرایط جهان خارج برای رسیدن به برترین خیر، از عهدهٔ انسان خارج است.

نتیجه از مفروضات:برای ایجاد سعادت باید آفریننده‌ای را برای طبیعت فرض کرد تا بتواند این هماهنگی را برقرار سازد که این خالق، همان خداست.

## تقریر تیلور
تقریری که آلفرد ادوارد تیلور، فیلسوف بریتانیایی از این برهان در کتاب آیا خدا هست؟ ارائه می‌دهد، نامشروط بودن وظیفهٔ اخلاقی را نشان دهندهٔ مرجعیتی متعالی به عنوان وضع‌کنندهٔ آن دانسته است. تیلور می‌گوید که تجربهٔ ما از داوری‌های اخلاقی نشان می‌دهند که این موارد تنها به این دلیل که از موجودی عظیم الشاًن صادر شده‌اند، اصالت دارند؛ از این رو ندای وجدان گواهی واقعی بر وجود خداوند است.

## تقریر رشدال
هیستینگر رشدال در کتاب نظریهٔ خیر و شر بر این باور است که هر قدر افراد بر سر یک داوری اخلاقی خاص اختلاف نظر داشته باشند، در این شک ندارند که در داوری‌های اخلاقی چیزی وجود دارد که به‌طور مطلق درست یا نادرست است.اما به این دلیل که در باب ارزشهای اخلاقی اختلاف نظر وجود دارد، باید این آرمان ناشی از ذهنی برتر باشد؛ و این همان ذهنی است که کل واقعیات از آن نشاًت گرفته و به واسطه آن تدبیر می‌شوند.

## تقریر تعالی گرایانه
- حقایق اخلاقی در جهان وجود دارند.
- حقایق اخلاقی جهان تعالی خواه هستند.
- توضیح دو فرض نخست صرفاً با پذیرش خداباوری ممکن است.

نتیجه از مفروضات:خداباوری موجه است.